# Diana Spencer (Lady of the Bedchamber)
Lady Diana Beauclerk nata Spencer (24 marzo 1734 – 1º agosto 1808) è stata una nobile e artista britannica, Lady of the Bedchamber della regina Carlotta di Meclemburgo-Strelitz.

## Biografia

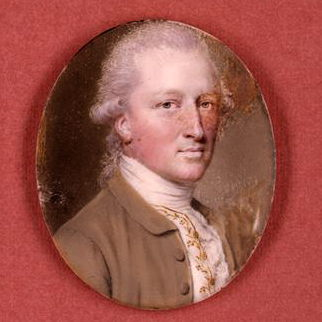
Frederick St. John, II visconte Bolingbroke

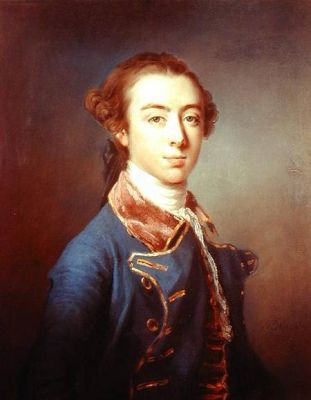
Topham Beauclerk

Era la figlia primogenita di Charles Spencer, III duca di Marlborough (1706-1758) e di Elizabeth Trevor (m. 1761). Cresciuta a Langley Park, nel Buckinghamshire, dove manifestò una precoce vocazione artistica, anche grazie all'influenza di Joshua Reynolds, un amico di famiglia.
Nel 1757 sposò Frederick St. John, II visconte di Bolingbroke e dal 1762 al 1768 fu Lady of the Bedchamber della regina Carlotta. In questo periodo divenne nota come lady DI, analogamente alla sua lontana parente due secoli più tardi. Il matrimonio con Bolingbroke, oscurato dalla brillante personalità della moglie, fu infelice e il marito era notoriamente infedele. Per questo Diana chiese il divorzio per adulterio nel 1768, che fu approvato con atto del parlamento.
Appena due giorni dopo sposò Topham Beauclerk, un discendente diretto di re Carlo II. Donna colta, il suo circolo di amici includeva la cugina Georgiana, duchessa di Devonshire, Samuel Johnson, Edward Gibbon, David Garrick, Charles James Fox, James Boswell ed Edmund Burke.
In ambito artistico, Diana divenne una nota illustratrice, e disegnò il corredo iconografico per le edizioni di opere di Robert Walpole e John Dryden; inoltre, alcuni suoi disegni furono utilizzati da Josiah Wedgwood per bassorilievi e gioielli. Dopo la morte del secondo marito nel 1780 Diana visse in ristrettezze economiche, e condusse una vita più ritirata. Morì infine nel 1808, venendo sepolta a Richmond.

## Discendenza
Dal primo marito ebbe due figli:
- George St. John (1761-1824), III visconte di Bolingbroke;
- Frederick St. John (1765-1844), che intraprese la carriera militare e combatté nelle Guerre napoleoniche e in India[1];

Ebbe invece quattro figli da Topham Beauclerk:
- Anne nacque nel 1764 (quando ancora la madre era sposata con Bolingbroke), ma morì durante l'infanzia;
- Elizabeth nacque nel 1766 e morì nel 1793; sposò nel 1787 il cugino George Herbert, XI conte di Pembroke, figlio della sorella di sua madre Elizabeth, lady Pembroke, dal quale ebbe quattro figli;
- Mary (1766-1851), gemella di Elizabeth, ebbe una lunga relazione incestuosa con il fratellastro Bolingbroke, dal quale ebbe anche quattro figli[1]. Quando lui l'abbandonò, Mary si sposò nel 1797 con un nobile anglo-tedesco, Franz Raugraf Jenison von Walworth, dal quale ebbe sette figli. La discendenza della figlia minore Emilie si ritrova oggi nella nobiltà tedesca[1]
- Charles George Beauclerk (1774-1846), fu per breve tempo membro del Parlamento e nel 1799 sposò Emily Charlotte Ogilvie[1].

## Ascendenza
|                                          |                                |                                       | Genitori                          |  |  | Nonni |  |  | Bisnonni                               |  |  | Trisnonni                            |  |
|                                          |                                |                                       |                                   |  |  |       |  |  | Robert Spencer, II conte di Sunderland |  |  | Henry Spencer, I conte di Sunderland |  |
|                                          |                                |                                       |                                   |  |  |       |  |  | Robert Spencer, II conte di Sunderland |  |  | Henry Spencer, I conte di Sunderland |  |
|                                          |                                | Dorothy Sidney                        |                                   |  |  |       |  |  | Robert Spencer, II conte di Sunderland |  |  |                                      |  |
| Charles Spencer, III conte di Sunderland |                                |                                       |                                   |  |  |       |  |  | Robert Spencer, II conte di Sunderland |  |  |                                      |  |
|                                          |                                | Anne Digby                            | George Digby, II conte di Bristol |  |  |       |  |  |                                        |  |  |                                      |  |
|                                          |                                | Anne Digby                            | George Digby, II conte di Bristol |  |  |       |  |  |                                        |  |  |                                      |  |
|                                          |                                | Anne Digby                            | Anne Russell                      |  |  |       |  |  |                                        |  |  |                                      |  |
| Charles Spencer, III duca di Marlborough |                                | Anne Digby                            |                                   |  |  |       |  |  |                                        |  |  |                                      |  |
|                                          |                                | John Churchill, I duca di Marlborough | Winston Churchill                 |  |  |       |  |  |                                        |  |  |                                      |  |
|                                          |                                | John Churchill, I duca di Marlborough | Winston Churchill                 |  |  |       |  |  |                                        |  |  |                                      |  |
|                                          |                                | John Churchill, I duca di Marlborough | Elizabeth Drake                   |  |  |       |  |  |                                        |  |  |                                      |  |
| Anne Churchill                           |                                | John Churchill, I duca di Marlborough |                                   |  |  |       |  |  |                                        |  |  |                                      |  |
|                                          |                                | Sarah Jennings                        | Richard Jennings                  |  |  |       |  |  |                                        |  |  |                                      |  |
|                                          |                                | Sarah Jennings                        | Richard Jennings                  |  |  |       |  |  |                                        |  |  |                                      |  |
|                                          |                                | Sarah Jennings                        | Frances Thornhurst                |  |  |       |  |  |                                        |  |  |                                      |  |
| Diana Spencer                            |                                | Sarah Jennings                        |                                   |  |  |       |  |  |                                        |  |  |                                      |  |
|                                          | Thomas Trevor, I barone Trevor | John Trevor                           |                                   |  |  |       |  |  |                                        |  |  |                                      |  |
|                                          | Thomas Trevor, I barone Trevor | John Trevor                           |                                   |  |  |       |  |  |                                        |  |  |                                      |  |
|                                          | Thomas Trevor, I barone Trevor | Ruth Hampden                          |                                   |  |  |       |  |  |                                        |  |  |                                      |  |
| Thomas Trevor, II barone Trevor          | Thomas Trevor, I barone Trevor |                                       |                                   |  |  |       |  |  |                                        |  |  |                                      |  |
|                                          |                                | Elizabeth Searle                      | John Searle                       |  |  |       |  |  |                                        |  |  |                                      |  |
|                                          |                                | Elizabeth Searle                      | John Searle                       |  |  |       |  |  |                                        |  |  |                                      |  |
|                                          |                                | Elizabeth Searle                      | Anne Nicoll                       |  |  |       |  |  |                                        |  |  |                                      |  |
| Elizabeth Trevor                         |                                | Elizabeth Searle                      |                                   |  |  |       |  |  |                                        |  |  |                                      |  |
|                                          |                                | Timothy Burrell                       | Walter Burrell                    |  |  |       |  |  |                                        |  |  |                                      |  |
|                                          |                                | Timothy Burrell                       | Walter Burrell                    |  |  |       |  |  |                                        |  |  |                                      |  |
|                                          |                                | Timothy Burrell                       | Frances Hooper                    |  |  |       |  |  |                                        |  |  |                                      |  |
| Elizabeth Burrell                        |                                | Timothy Burrell                       |                                   |  |  |       |  |  |                                        |  |  |                                      |  |
|                                          |                                | Elizabeth Chilcott                    | John Chilcott                     |  |  |       |  |  |                                        |  |  |                                      |  |
|                                          |                                | Elizabeth Chilcott                    | John Chilcott                     |  |  |       |  |  |                                        |  |  |                                      |  |
|                                          |                                | Elizabeth Chilcott                    | …                                 |  |  |       |  |  |                                        |  |  |                                      |  |
|                                          |                                | Elizabeth Chilcott                    |                                   |  |  |       |  |  |                                        |  |  |                                      |  |